# ACMSD
ACMSD (англ. Aminocarboxymuconate semialdehyde decarboxylase) – білок, який кодується однойменним геном, розташованим у людей на 2-й хромосомі. Довжина поліпептидного ланцюга білка становить 336 амінокислот, а молекулярна маса — 38 035.
| 10         |  | 20         |  | 30         |  | 40         |  | 50         |
| ---------- |  | ---------- |  | ---------- |  | ---------- |  | ---------- |
| MKIDIHSHIL |  | PKEWPDLKKR |  | FGYGGWVQLQ |  | HHSKGEAKLL |  | KDGKVFRVVR |
| ENCWDPEVRI |  | REMDQKGVTV |  | QALSTVPVMF |  | SYWAKPEDTL |  | NLCQLLNNDL |
| ASTVVSYPRR |  | FVGLGTLPMQ |  | APELAVKEME |  | RCVKELGFPG |  | VQIGTHVNEW |
| DLNAQELFPV |  | YAAAERLKCS |  | LFVHPWDMQM |  | DGRMAKYWLP |  | WLVGMPAETT |
| IAICSMIMGG |  | VFEKFPKLKV |  | CFAHGGGAFP |  | FTVGRISHGF |  | SMRPDLCAQD |
| NPMNPKKYLG |  | SFYTDALVHD |  | PLSLKLLTDV |  | IGKDKVILGT |  | DYPFPLGELE |
| PGKLIESMEE |  | FDEETKNKLK |  | AGNALAFLGL |  | ERKQFE     |  |            |

A: Аланін

C: Цистеїн

D: Аспарагінова кислота

E: Глутамінова кислота

F: Фенілаланін

G: Гліцин

H: Гістидин

I: Ізолейцин

K: Лізин

L: Лейцин

M: Метіонін

N: Аспарагін

P: Пролін

Q: Глутамін

R: Аргінін

S: Серин

T: Треонін

V: Валін

W: Триптофан

Кодований геном білок за функціями належить до ліаз, декарбоксилаз. 
Задіяний у такому біологічному процесі, як альтернативний сплайсинг. 
Білок має сайт для зв'язування з іонами металів, іоном цинку.